# Emil Taubert
Emil Taubert (* 23. Januar 1844 in Berlin; † 10. April 1895 ebenda) war ein deutscher Philologe und Schriftsteller.

## Leben
Taubert war der Sohn des Komponisten Wilhelm Taubert und studierte an der Friedrich-Wilhelms-Universität in seiner Heimatstadt Philologie und Philosophie. Nach erfolgreichem Abschluss dieses Studiums bekam er eine Anstellung als Lehrer am Friedrich-Wilhelms-Gymnasium (Berlin).
Den Krieg von 1870–71 machte Taubert in der „Etappe“ mit und kehrte anschließend wieder in den Schuldienst zurück. 1877 wurde er als Oberlehrer an das Königliche Lehrerinnen-Seminar berufen und neun Jahre später avancierte er zum Intendantur-Rat bei den Königlichen Schauspielen.
Neben seinem eigentlichen Brotberuf entstand über die Jahre ein umfangreiches literarisches Werk, das große Beachtung beim Publikum und der Literaturkritik fand.
Emil Taubert starb 1895 im Alter von 51 Jahren in Berlin. Beigesetzt wurde er auf dem Friedhof II der Jerusalems- und Neuen Kirche vor dem Halleschen Tor. Das Grab ist erhalten.

## Werke (Auswahl)
- Gedichte. Berlin 1865.
- Neue Gedichte. Berlin 1837.
- Jugendparadies. Gedichte für Jung und Alt. Berlin 1869.
- Juventas. Neue Dichtungen für Jung und Alt. Berlin 1969.
- König Rother. Episches Gedicht. Berlin 1883.
- Die Niobide. Novelle. Berlin 1884